# Hilarius Albers

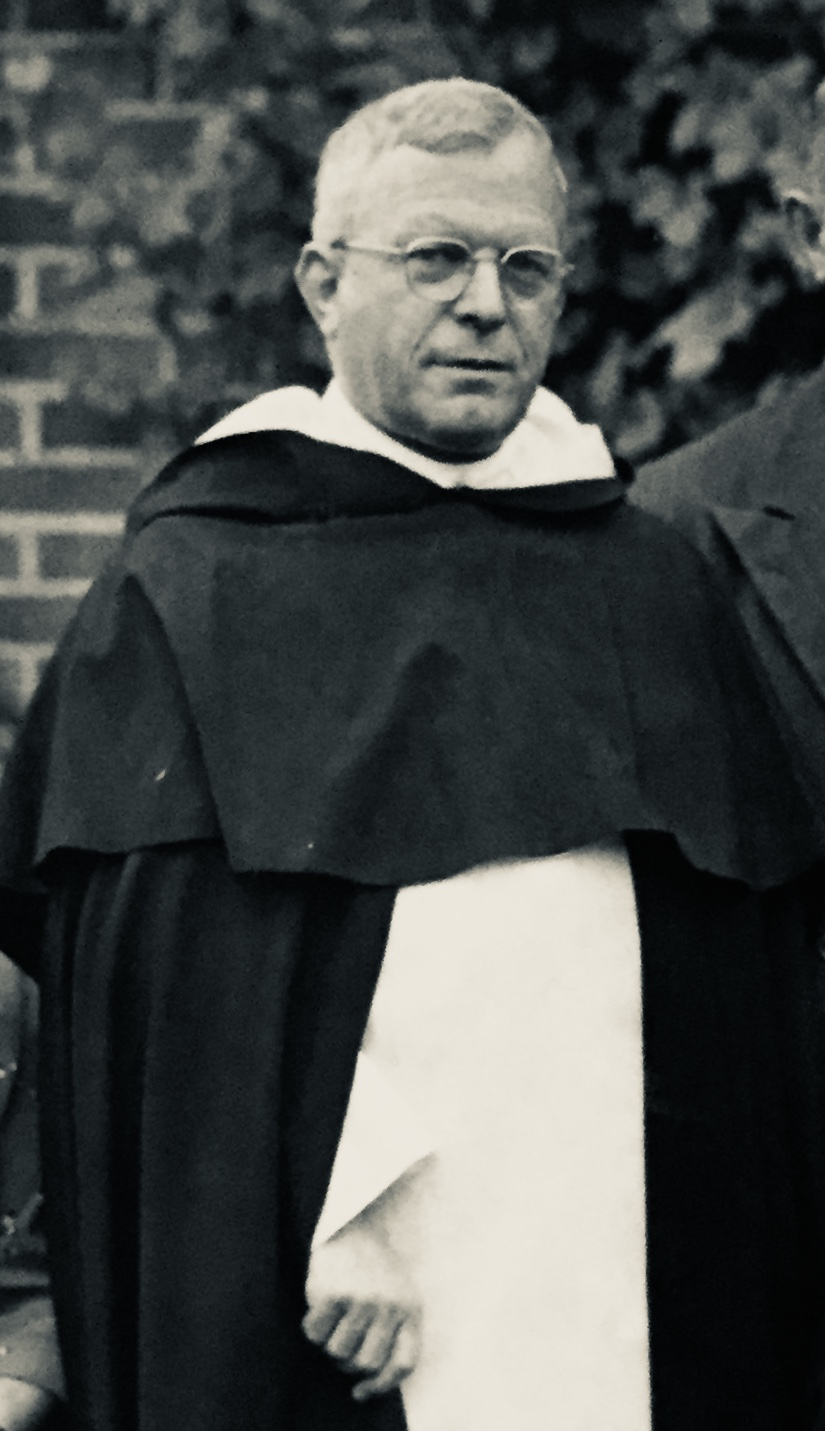
Hilarius M. Albers, 1954

Hilarius M. Albers OP, geboren als Theodor Wilhelm Albers, Rufname Wilhelm Albers, auch Willy Albers (* 30. Oktober 1899 in Essen, Großherzogtum Oldenburg; † 14. Februar 1971 in West-Berlin) war ein deutscher Dominikanerpater und päpstlicher Gesandter. Er wirkte u. a. als Missionar und akademischer Direktor in China und Japan, Provinzial der Dominikaner in Ecuador und Deutschland sowie als ordentlicher und außerordentlicher apostolischer Visitator in Kolumbien, Asien, Amerika und Deutschland.

## Leben

### Jugend
Hilarius („Willy“) Albers wuchs als zweitältester Sohn unter den insgesamt zehn Kindern von Josef Bernard und Hermine Theodora Albers im römisch-katholisch geprägten Oldenburger Münsterland auf. Die Schulzeit am Kolleg St. Thomas der Dominikaner in Vechta musste er 1917 mit dem Einzug in den Ersten Weltkrieg unterbrechen. Gegen Kriegsende kam er in französische Gefangenschaft in Reims. Bereits hier zeigte sich sein diplomatisches und sprachliches Talent, indem er 20-jährig als Dolmetscher zwischen Franzosen und Deutschen vermittelte. Nach Südoldenburg zurückgekehrt, holte Albers 1921 das Abitur am staatlichen Gymnasium Antonianum in Vechta nach.

### Kirchlicher Werdegang

#### Studium in Deutschland, Spanien und auf den Philippinen, Missionar und akademischer Rektor in Fernost
Albers trat am 23. September 1921 in Venlo (Niederlande) in den Dominikanerorden ein und erhielt den Namen Frater Hilarius (lat. 'der Heitere'). Es folgten drei Jahre des Philosophiestudiums in Düsseldorf, wo er 1925 das Ordensgelübde ablegte. 1929 schloss er ein mehrjähriges Studium an der Theologischen Fakultät San Estéban in Salamanca/Spanien als Dozent für Philosophie und Theologie ab. Hier war er 1927 auch zum Priester geweiht worden. Nach Vorbereitungskursen in Würzburg (Medizin) und an der Universität Berlin (Chinesische Sprache) ging er 1930 zunächst als Missionar nach Fujian/China, setzte seine Studien aber bald an der Päpstlichen und Königlichen Universität in Manila/Philippinen im Fach Geschichte fort. In der Folgezeit war er als Visitator des Ordens verantwortlich für die Missionen von Indochina und Japan. 1937 ernannte ihn die Vatikanische Kongregation für die Verbreitung des Glaubens zum Direktor des Zentralseminars der Kirchenprovinz Fujian. Diese Hochschule führte er zwölf Jahre, u. a. durch die zweimalige japanische Besetzung und den chinesischen Bürgerkrieg hindurch. Es gelang Albers noch, sämtliche Studenten nach Hongkong zu evakuieren, bevor die Kommunisten das Institut 1949 gewaltsam schlossen.

#### Provinzial in Ecuador und Deutschland, ordentlicher und außerordentlicher Apostolischer Visitator
Zwangsweise nach Europa zurückgekehrt, leitete Albers als stellvertretender Direktor vorübergehend das Konvikt der Theologischen Fakultät am Angelicum in Rom, bevor er 1950 von seinem Ordensgeneral erst zum Visitator der Ordensprovinz Ecuador ernannt und 1951 von deren Provinzkapitel in Quito zu ihrem Provinzial gewählt wurde. 1955 trat er zunächst für drei Jahre in den unmittelbaren Dienst des Heiligen Stuhls, als Papst Pius XII. ihn zu seinem Visitator für die Priesterseminare in Kolumbien und die Vinzentinerinnen in Asien und Amerika bestimmte. In unmittelbarer Nachfolge auf Brachthäuser übernahm er 1958 als Provinzial die Leitung der norddeutschen Dominikanerprovinz (Teutonia) mit Sitz in Köln. Nach Ablauf dieser Amtszeit, in der u. a. die bolivianische Mission übernommen und die Ordensniederlassung in Münster errichtet wurde, ging er 1962 noch einmal als Provinzial nach Ecuador. In diese Zeit fällt seine Bestimmung zum außerordentlichen apostolischen Gesandten für die Schönstattbewegung durch Papst Paul VI. Albers hatte in dieser diplomatischen und beratenden Mission Anfang 1964 maßgeblich Anteil an der päpstlichen Rehabilitierung Pater Josef Kentenichs und dessen Rückkehr aus dem US-amerikanischen Exil nach Deutschland.

### Letzte Jahre
Hilarius Albers lebte in seinen letzten Jahren im Dominikanerkloster St. Paulus in West-Berlin und starb dort am 14. Februar 1971 an den Folgen eines Herzinfarktes. Sein Grab befindet sich auf dem St.-Sebastian-Friedhof in Berlin-Reinickendorf.  